# Hemibos
Hemibos è un genere di mammiferi artiodattili estinti, appartenenti ai bovidi. Visse tra il Pliocene superiore e il Pleistocene medio (circa 2,5 - 0,6 milioni di anni fa) e i suoi resti fossili sono stati ritrovati in Asia e in Europa.

## Descrizione
Questo animale era un bovide di grande taglia molto simile all'attuale bufalo indiano (gen. Bubalus), di cui è probabilmente l'antenato. Era caratterizzato da ossa frontali allungate e non prominenti; i nuclei ossei delle corna non avevano un collo alla base, e l'angolo tra le corna era variabile ma solitamente compreso tra 85° e 110°. Anche l'orientamento delle corna era variabile a seconda delle specie: le specie H. triquetricornis, H. acuticornis e H. galerianus possedevano corna dirette all'indietro, all'infuori e leggermente all'insù, mentre H. antelopinus e H. palaestinus possedevano morfologie differenti (Martinez-Navarro e Palombo, 2004). I denti erano ipsodonti (a corona alta), con crescente sviluppo di cemento dentario; i molari superiori erano di forma quadrata (Pilgrim, 1939).

## Classificazione
Il genere Hemibos venne descritto per la prima volta nel 1865 da Rütimeyer, sulla base di fossili ritrovati in India in terreni plio/pleistocenici. Il genere comprende cinque specie; tre di queste (H. acuticornis, H. triquetricornis e H. antelopinus) provengono dalla formazione Pinjor dei Siwaliks (Plio-Pleistocene, subcontinente indiano), una (H. gracilis) è nota in Gansu (Cina) in terreni del Pleistocene inferiore, e un'altra (H. galerianus) è la più grande e recente e proviene da Ponte Galeria e Ponte Milvio (Roma, Italia) ed è databile al limite tra il Pleistocene inferiore e il Pleistocene medio. In Spagna, in terreni del Pleistocene inferiore, è stata ritrovata una forma analoga a H. gracilis. Un'altra specie attribuita a Hemibos è H. palaestinicus, proveniente da Israele, ma la datazione non è certa e un'analisi morfologica indicherebbe l'appartenenza al genere Bison. La specie Probubalus occipitalis è considerata identica a H. triquetricornis.
Hemibos è un bovino di grande taglia, le cui caratteristiche morfologiche lo pongono sulla linea evolutiva che conduce ai grandi bufali indiani; in particolare, sembrerebbe più derivato dell'estinto Proamphibos e del piccolo Anoa attuale, e potrebbe essere il sister group del genere Bubalus.